# Plamen Petrov (luchador)
Plamen Todorov Petrov (en búlgaro: Пламен Тодоров Петров; 20 de agosto de 1980) es un deportista búlgaro que compitió en lucha grecorromana. Ganó una medalla de bronce en el Campeonato Europeo de Lucha de 2008, en la categoría de 66 kg.

## Palmarés internacional
| Campeonato Europeo | Campeonato Europeo  | Campeonato Europeo | Campeonato Europeo |
| Año                | Lugar               | Medalla            | Categoría          |
| ------------------ | ------------------- | ------------------ | ------------------ |
| 2008               | Tampere (Finlandia) | Medalla de bronce  | 66 kg              |